# Dobroslavice
Dobroslavice är en ort i Tjeckien. Den ligger i den östra delen av landet, 270 km öster om huvudstaden Prag. Dobroslavice ligger 309 meter över havet och antalet invånare är 679.
Terrängen runt Dobroslavice är huvudsakligen platt, men västerut är den kuperad. Runt Dobroslavice är det mycket tätbefolkat, med 1 177 invånare per kvadratkilometer. Närmaste större samhälle är Ostrava, 11,3 km sydost om Dobroslavice. Trakten runt Dobroslavice består till största delen av jordbruksmark.